# Тришин (Брестская область)
Тришин (бел. Трышын) — бывшая деревня в Брестском районе Брестской области Беларуси. Входила в состав Тришинского сельсовета. С 1968 года включена в состав Бреста.

## История
Согласно археологическим раскопкам, территория деревни была заселена как минимум с конца II века н. э. На территории деревни в 1959 году был обнаружен крупный бескурганный могильник, включающий в себя 75 отдельных погребений и 8 больших ям, наполненных золой и камнями. Работы проводились в 1960, 1961, 1963, 1965 и 1977 годах под руководством археолога Юрия Кухаренко. Во время исследования были найдены множественные предметы труда и быта из кости и бронзы, керамика, украшения, две римские монеты; находки размещены в коллекции Эрмитажа и Брестского краеведческого музея. Согласно выводам археологов, эти территории занимало поселение готских племен вельбарской культуры. Более поздние исследования указывают на то, что поселение, использовавшее этот могильник, представляло собой ранних переселенцев вельбарской культуры из Мазовии и Подляшья численностью 30-40 человек в каждом поколении, проживавших в нескольких усадьбах. Часть предметов принадлежит, по всей видимости, пшеворской культуре, а некоторые захоронения напоминают оксывскую культуру, что позволяет говорить о пересечении и смешении народностей на этих землях.
Впервые в письменных источниках деревня Тришин упоминается в 1496 году в утвердительной грамоте великого князя литовского Александра на имя великокняжеского писаря Фёдора Янушкевича. Грамота подтверждала права Янушкевича на земли деревни в судебном споре. В 1508 году Янушкевич переписывает земли деревень Тришин, Шпановичи и Косичи на содержание церки св. Владимира. В XVI в. согласно грамоте великого князя Сигизмунда-Августа имение Тришин вместе с ближайшими селами переходит к Станиславу Ролич-Пекарскому. В дальнейшем деревня и имение на долгое время принадлежат церкви. В 1580-е принадлежит епископу Владимирско-Брестской епархии Феодосию Лозовскому, что подтверждают материалы судебного процесса между ним и шляхтичем Массальским в связи с наездом последнего на имение. В первой четверти ХVIII в. в Тришине была резиденция униатского епископа Владимирско-Брестской епархии Льва Кишки, а в третьей четверти того же века — епископа Филипа Володковича, что подтверждают документы имущественных споров. В 1833 году митрополит Иософат Булгак просил у властей компенсировать убытки, причинённые Тришину во время восстания 1830 года.
В сентябре 1794 года на территории деревни и фольварка располагались корпуса Александра Суворова, готовившиеся к подавлению восстания Костюшко. Тут готовилась переправа через Мухавец и Буг, предварявшая битву между российскими войсками и повстанцами, окончившуюся поражением последних. В память об этих событиях в 1837 году был возведен памятный знак.
В 1860 году имение Тришин вместе с деревней Косичи принадлежали Антонию Гутовскому. По мнению исследователей, имение было конфисковано после восстания 1863 года. В 1868 году в благодарность за заслуги от государства имение Тришин получает писатель, брестский уездный предводитель дворянства А. П. Стороженко, где и живет до своей смерти в 1874 году. Похоронен на близлежащем Тришинском кладбище.
В 1878—1880-х годах на севере деревни в рамках строительства первого кольца внешних фортов Брестской крепости был сооружен Форт III. Форт представлял собой земляной вал с казематами в форме редута с двумя фасами, двумя фланками и горжей, по структуре аналогичный Форту I. С наружной стороны земляных валов были расположены сухие рвы, под земляными валами — 3 потерны, соединяющие внутренний двор и 6 пороховых погребков. Согласно табелю вооружения 1895 года, форт был вооружен четырьмя 8-дюймовыми пушками, одиннадцатью 6-дюймовыми пушками в 190 пудов, тремя 12-фунтовыми пушками, тремя 24-фунтовыми пушками и четырьмя полупудовыми мортирами.
В Географическом словаре царства Польского и других славянских стран 1892 года издания Тришин упоминается как деревня и фольварк Брестского уезда, Гродненской губернии, 3-го округа Польского, гмины Косичи, около 2 км. к западу от Бреста, на линии железной дороги Москва — Брест. В этом же словаре указывается, что форт расположен между железной дорогой и старой дорогой Брест — Смоленск. В начале XX века Тришин — деревня, 2 имения и урочище с общим населением 350 человек.
В 1915 году вокруг деревни были расквартированы 12-я и 19-я рота Брест-Литовской крепостной артиллерии. Помимо этого, в землянках около форта располагалась 2-я рота 642-й пешей Волынской дружины 87-й бригады ополчения. При приближении немецких войск российские части отступили без боя, забрав вооружение форта, принудительно эвакуировав население. Деревня была сожжена, однако укрепления были оставлены в целости.
После Первой Мировой войны Тришин в составе Польши. С 1920-х годов жилые дома были отстроены, в этот период в деревне действовала ветряная мельница Юзефа Шаньковского. В то время жилая застройка располагалась вдоль нынешней ул. Московской до ул. Советской Конституции, а пахотные земли, приписанные к деревне, занимали площадь от территории Форта III до современных ул. Янки Купалы и ул. Орловской.
В сентября 1939 года деревня перешла под власть СССР. С 30 октября официально в составе БССР, 14 декабря 1939 г. образован Брестский район Брестской области, в который вошла деревня Тришин. С 1940 по 1968 год Тришин является центром колхоза «Молодая гвардия», а также центром сельсовета, в который кроме Тришина вошли деревни Гузни, Крушино, Березовка, Березовка Первая, Березовка Вторая и Вычулки.
В годы Великой Отечественной войны в деревне действовала подпольная группа, которую возглавляли бывший председатель Тришинского сельсовета В. Котович и комсомолец А. Головничар. В 1942 году. на территории Форта III между оборонительными валами немецкие войска расстреляли более 1000 человек. Сейчас могила расположена на территории Брестского электромеханического завода.
В конце 1930-х строилась начальная 4-летняя школа, открывшаяся уже в октябре 1939 года при советской власти. С перерывами на военные действия школа продолжала работать во время войны и после неё. В 1947 году на территории усадьбы Стороженко, включающей в себя сад и озеро, открывается детский дом. В 1959 году детский дом был преобразован в школу-интернат, которая через десять лет стала Брестской санаторной школой-интернатом для детей, больных сколиозом.
Во время строительства корпусов Брестского электромеханического завода и Брестского электролампового завода в 1960-х годах была снесена северная часть жилой застройки деревни. 28 январе 1968 года деревня Тришин была упразднена и включена в состав города Брест.

## Достопримечательности
С территорией деревни связан ряд достопримечательностей (многие ныне утрачены):
- Тришинское кладбище — расположено вблизи бывшей деревни, ныне старейшее кладбище на территории Бреста. На нём захоронены видные деятели белорусской и украинской культуры XIX—XX веков[14].
- Форт III — сохранился частично; большая часть разрушена в 1963 году, на территории современной заводской застройки сохранились три кирпичных каземата, использующиеся в качестве складов[8].
- Усадьба и парк XIX века — ныне утрачены (снесены в 2014 году во время реконструкции школы-интерната)[15].
- Святотроицкая церковь 1849 г. — деревянная церковь, снесена в 1894 году, в 1933 году установлен памятный знак на месте алтаря церкви[16].
- Святотроицкая церковь 1894 г. — деревянная церковь, была закрыта в 1961 году и вскоре сгорела[17].
- Памятный знак Суворову 1837 года — в сохранности, реставрировался в 1952 и 2000 годах, находится около школы-интерната по ул. Тришинской[5].

## Современный статус
Деревня включена в состав Бреста 29 января 1968 года, с 1978 — в Московском районе. Главная улица деревни стала продолжением ул. Московской. На месте деревни располагается микрорайон Тришин, территория фольварка и приусадебной застройки формирует ул. Тришинскую. В 2012 году на месте частной застройки бывшей деревни стал возводиться ЖК «Тришинский», на территории которого был сооружён памятный знак о существовавшей на его месте деревне.
В 2016 году Тришинское кладбище было признано историко-культурной ценностью. В связи с этим была разработана проектная документация по реставрации некрополя. Согласно проекту, должна быть реставрирована ограда, сооружена входная брама, а также заново построена Святотроицкая церковь, утраченная в результате пожара в 1961 году.